# 金井田英津子
金井田 英津子（かないだ えつこ、1955年（昭和30年） - ）は、日本の版画家、装幀家、造本家。群馬県桐生市出身。1980年（昭和55年）筑波大学大学院修了。

## 受賞歴
- 2004年（平成16年） - 長谷川摂子著「人形の旅立ち」の挿画作品で、第18回赤い鳥さし絵賞受賞

## 作品
- 萩原朔太郎著「猫町」（長崎出版、2012年）
- 内田百閒著「冥途」（長崎出版、2013年）
- 夏目漱石著「夢十夜」（長崎出版、2012年）
- 長谷川摂子著「人形の旅立ち」（福音館書店、2003年）
- 井伏鱒二著「画本　厄除け詩集」（長崎出版、2012年）